# Wielbłądzi Grzbiet
Der Wielbłądzi Grzbiet (deutsch Kamelrücken) ist mit 49,5 m n.p.m. die höchste Erhebung im polnischen Teil der Frischen Nehrung (polnisch Mierzeja Wiślana). Der etwa 800 Meter lange Dünenzug hat eine zweite Erhebung von 42 m n.p.m., die mit einer Aussichtsplattform ausgestattet ist. Wielbłądzi Grzbiet gilt als einziger natürlicher Punkt auf der Nehrung von dem sowohl die Ostsee als auch das Frische Haff (Zalew Wiślany) zu sehen sind.

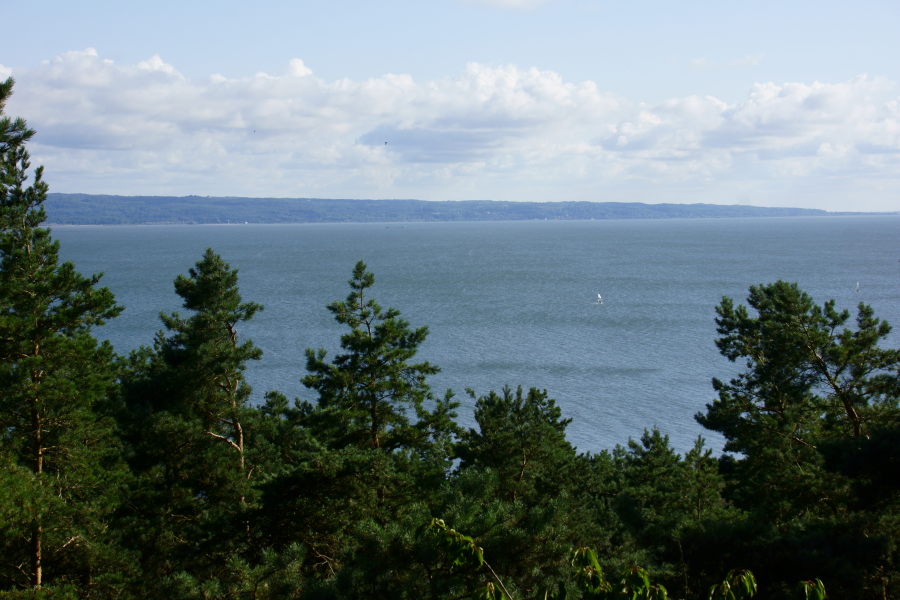
Blick über das Frische Haff

Die durch Bewuchs befestigte Düne liegt in der Woiwodschaft Pommern, etwa einen Kilometer östlich vom Seebad Krynica Morska (Kahlberg) entfernt. Das Gebiet gehört zum Park Krajobrazowy Mierzeja Wiślana (PKMW; Landschaftsschutzpark Frische Nehrung).
In der Literatur wurden um 1900 Höhen von 52 und 50 Metern angegeben. Die ehemalige Wanderdüne war die „höchste Erhebung im westpreußischen Dünengebiet“. Das Messtischblatt von 1911 zeigt wie die „Deutsche Heereskarte“ von 1944 Höhenangaben von 49, 1 und 43,3 Metern. Die Düne wurde erst um 1900 aufgeforstet. Gebiete, über die die Dünen gewandert sind, waren bis zum Wasserspiegel freigeweht und wurden als Glowwen oder Gloppen bezeichnet. Glowen sind mit einer Bruchwaldvegetation bedeckt, die aus Espen, Erlen und Birken oder aus Eichen besteht. Wegen der feuchten Standorte ist der Boden besonders mit Seggen bedeckt. Die Glowen nördlich des Kamelrückens („Kahlberger Kamel“) trugen die Namen Zitronenglowwe (1.4–2,2 m n.p.m., 1911 Citronenglowwe) und Kleine Glowwe.